# Thalictrum lundstroemii
Thalictrum lundstroemii är en ranunkelväxtart som beskrevs av Friedrich Karl Georg Fedde. Thalictrum lundstroemii ingår i släktet rutor, och familjen ranunkelväxter. Inga underarter finns listade i Catalogue of Life.